# Edèn Concert
L'Edèn Concert va ser un music-hall ubicat al carrer Nou de la Rambla, núm. 12, dedicat a tota mena d'espectacles: teatre, varietats, prestidigitació, pantomima, cinema, cançons, orquestres, balls, concerts, restaurant... La sala va ser projectada per Andreu Audet. Va obrir les portes el mes de desembre de 1886. Anteriorment havia estat el Cafè de l'Alegria. Va arribar a ser un music-hall altament conegut i un dels més populars de l'històric barri xino de Barcelona. El seu moment de màxima puixança se situa, sobretot, a les dècades 10 i 20 del segle xx. Els anys 1914 i 1915 va anomenar-se Grand Palais Joyeux.
El dilluns, 23 de desembre de 1935, es convertiria en Edèn Cinema. Amb el franquisme passaria a dir-se Cine Edén.
El 1973 va ser reformat com a cinema. El 1987 va intentar tornar a ser music-hall. L'empresa va fracassar per qüestions d'ordre econòmic i es declara en fallida el 1989. Com molts cinemes als anys 80, van acabar esdevenint pàrquings. Actualment és el Pàrquing Edén.